# 中国人民解放军空军装备部
中国人民解放军空军装备部，位于北京市，是中国人民解放军空军机关职能部门，负责中国人民解放军空军装备工作。

## 沿革
1952年2月8日，由蒋越英、唐俊、姜吉才、张振君等11人组成的空军首批驻厂见习检验人员分别进驻哈尔滨、沈阳、南昌、株洲等地6个航空装备承制工厂。1953年4月，空军向某航空弹药承制厂派驻第一个军通装备军事代表机构。在军事代表的配合下，中华人民共和国第一架飞机雅克-18、第一型发动机先后出厂。
1954年起，航空装备由国外订货逐步转为国内订货，军事代表逐步由修理质量监督转向制造质量监督。1956年1月，空军在北京举行第一次订货会议，空军司令员刘亚楼提出了订货指导方针：“支持国内制造，完成订货任务，保证产品质量，节约军费开支。”1954年到1958年，驻厂军事代表从起初的6个代表室增至37个代表室，军事代表由200人增至800多人。1959年，由国务院总理周恩来批准的空军指挥自动化建设工程启动。
“大跃进”期间，国防工业和军工产品质量受到冲击，发生一系列严重问题，引起中共中央军委重视。1960年12月8日到1961年1月6日，在北京举行国防工业三级干部会议，解决国防工业生产中的问题，整顿军工产品质量，强调驻厂军事代表制度的重要性。随后，中共中央、国务院颁布《中国人民解放军驻厂军事代表暂行条例》。1963年，空军颁发《有关空军驻厂军代表体制编制问题的几条原则规定》。1964年，中国人民解放军总参谋部制定下发《中国人民解放军驻厂军事代表工作条例》。不到3年便扭转了被动局面，重新实现了产品优质过关。
1970年初，空军驻厂军事代表制被取消。1972年4月，空军驻厂军事代表制在中央领导的过问下获得恢复，1975年再度取消。1977年8月23日，刚恢复工作的邓小平在军委座谈会上表示：“装备就是要求质量，要设军代表，要派好的。”1977年10月，国务院、中央军委发出《关于恢复驻厂军事代表工作制度的通知》。1978年，中国人民解放军总参谋部批准驻厂军事代表室正式列编。
1977年底开始，空军用两年对驻厂军事代表进行整顿。1994年10月，根据中国人民解放军总参谋部的精神，空军组建军事代表局。
空军领导机关成立初期，设参谋部（后改称司令部）、政治部、训练部、工程部。其中，中国人民解放军空军工程部的首任部长由副政治委员王弼兼任。1968年9月5日，中央军委批复空军1968年6月22日请示，同意空军机关精简整编方案，将原空军机关11个大部合并整编为司令部、政治部、后勤部三个大部；军训部与军校部合并为军训部，归司令部建制；高射炮兵指挥部、第二高射炮兵指挥部、雷达兵部、军事科学研究部精简后列入司令部序列；工程部撤销；直属政治部并入空军政治部。
1976年5月1日，中央军委颁发空军机关新编制表，决定恢复中国人民解放军空军航空工程部。空军机关自此由司令部、政治部、后勤部、航空工程部组成。1978年1月，中央军委任命空军航空工程部党委书记王寄洋为空军航空工程部部长。1992年10月13日，中国人民解放军总参谋部颁发精简整编后的空军领导机关编制表。1992年11月，空军航空工程部改称中国人民解放军空军装备技术部。
1998年3月，中国人民解放军总装备部成立。1998年11月1日，空军装备技术部与空军司令部装备部、科研部，空军后勤部航材部、军械部等业务部门合并，成立中国人民解放军空军装备部。1999年，空军装备部机关专门就订货部、军事代表局、军事代表室三级机构加以明确。1999年，研究出台了“一个办法”、“六项制度”，在各军事代表局建立了审价机构，同时召开了截至当时规模最大的空军驻厂军事代表工作会议。2000年，空军司令部颁发《空军通信军事代表业务工作规范》。2001年，空军装备部全面清理航空订货工作法规、规定，废止82项；同时制订50多项法规规章，召开了军事代表规范化工作建设座谈会。2003年，整个订货系统实现联网，同时探索数字化质量监督。2007年，空军制定颁发《空军军事代表质量监督管理规定》等法规。
2016年，在深化国防和军队改革中，调整组建新的中国人民解放军空军装备部。

## 机构设置
- 综合计划局[3]
- 科研订购局
- 试验监管局[4]
- 信息系统局
- 工厂管理局

……
空军军事代表局
- 空军驻沈阳地区军事代表局[5]
- 空军驻北京地区军事代表局[6]
- 空军驻西安地区军事代表局（陕西、甘肃和湖北）[7]
- 空军驻上海地区军事代表局[8]
  - 驻上海地区第一军事代表室[9]
  - 驻上海地区第三军事代表室
  - 驻景德镇地区军事代表室
  - 驻株洲地区军事代表室
- 空军驻成都地区军事代表局[10]
- 空军驻贵阳地区军事代表局[11]

……
直属单位
- 中国航空博物馆
- 中国人民解放军空军航空维修技术学院
- 武汉汽车修理厂[12]

……

## 历任领导
| 中国人民解放军空军工程部部长 - 王弼（1949年10月—1950年12月12日，空军副政治委员兼） - 薛少卿 少将（1950年12月12日—1960年11月20日） - 魏国运 少将（？—？） | 中国人民解放军空军工程部副部长 - 罗野岗（1954年—？） - 王央公（？—？） - 杨劲（？—？） …… |

| 中国人民解放军空军航空工程部部长 - 王寄洋（1978年1月—1985年7月） - 朱维斌 空军少将（1985年9月12日—1990年6月） - 宋殿毅 空军少将（1990年6月—1992年11月） | 中国人民解放军空军航空工程部副部长 - 朱维斌（？—1985年9月12日） - 温奎 空军少将（？—？） - 宋殿毅 空军少将（？—1990年6月） …… |

| 中国人民解放军空军装备技术部部长 - 宋殿毅 空军少将（1992年11月—1993年2月） - 张志勇 空军少将（1993年2月—1995年12月） - 刘凤山 空军少将（1996年3月—1997年12月） - 田绍奇 空军少将（1997年12月—1998年10月） | 中国人民解放军空军装备技术部副部长 - 田绍奇 空军少将（1992年11月—1997年12月） - 申良启 空军少将（？—1998年10月） - 赵汉立 空军少将（？—？） - 李学忠 空军大校（1997年12月—1998年10月） …… |

| 中国人民解放军空军装备部部长 - 田绍奇 空军少将（1998年10月—2004年12月） - 魏钢 空军少将（2004年12月—2011年12月） - 袁强 空军少将（2011年12月—2015年6月） - 李凡 空军少将（2015年6月—） | 中国人民解放军空军装备部政治委员 - 高文廉 空军少将（1998年10月—2003年11月） - 孙正明 空军少将（2003年11月—2006年9月） - 刘绍亮 空军少将（2006年9月—2010年7月） - 龚德宏 空军少将（2010年10月—2012年10月） - 冯世平 空军少将（2012年10月—2014年7月） - 吴晓华 空军少将（2014年8月—） |

| 中国人民解放军空军装备部副部长 - 申良启 空军少将（1998年10月—2004年） - 张鹏 空军少将（1998年10月—2004年10月） - 周华成 空军少将（1998年10月—？） - 刘太行 空军少将（1998年10月—2001年8月） - 李学忠 空军少将（1999年7月—2006年7月） - 吴家祥 空军少将（2000年8月—？） - 魏钢 空军少将（2002年2月—2003年12月） - 岳留安 空军少将（2003年12月—？） - 雷忠贵 空军少将（2006年7月—？） - 张洪贺 空军少将（2007年—2010年） - 周迈 空军少将（2007年—？） - 张伟 空军少将（2010年—？） - 吕刚 空军少将（2010年—？） - 马军 空军少将（2011年—2013年） - 袁强 空军少将（2011年6月—2011年12月） - 刘千里 空军少将（2013年—2014年6月） - 许大明 空军少将（2013年—） - 刘大滨 空军少将（2013年—） - 李凡 空军少将（2014年7月—2015年） - 吴鸿 空军少将（2015年—） - 郭子玉 空军少将（2016年—） | 中国人民解放军空军装备部总工程师 - 申良启 空军少将（1998年10月—2004年，副部长兼） - 张伟 空军少将（？—2010年） - 马军 空军大校（2010年—2011年） - 李凡 空军大校（2013年1月—2014年7月） - 郭子玉 空军少将（2015年—2016年） |